# Nino Bourdjanadze
Nino Bourdjanadze (en géorgien : ნინო ბურჯანაძე), née le 16 juillet 1964 à Koutaïssi, en RSS de Géorgie, (URSS), est une juriste et femme d'État géorgienne, présidente du Parlement de 2001 à 2008 et présidente par intérim de 2003 à 2004 et de 2007 à 2008.

## Biographie

### Présidente du Parlement et présidente de la République par intérim

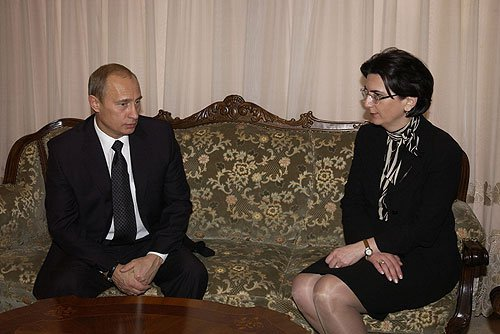
Nino Bourdjanadze avec le président russe Vladimir Poutine en marge des obsèques de l'ancien président azéri Heydar Aliyev, en décembre 2003.

En tant que présidente du Parlement, elle devient présidente par intérim de la Géorgie du 23 novembre 2003 au 25 janvier 2004 après le renversement d'Edouard Chevardnadze à la suite de la révolution des Roses. 
Elle adhère au bloc démocratique, parti d'opposition, qui s'allie avec l'Union des citoyens de Zurab Jvania, qui deviendra Premier ministre.
Après l'élection de Mikheil Saakachvili au poste de président, Bourdjanadze demeure la présidence du Parlement géorgien.
Le 25 novembre 2007, afin de provoquer une élection présidentielle anticipée à laquelle il sera candidat, le président Saakachvili démissionne. En sa qualité de présidente du Parlement, Nino Bourdjanadze redevient présidente par intérim jusqu'au 20 janvier 2008.
En janvier 2008, juste avant les législatives qui voient le parti au pouvoir remporter une large majorité, elle démissionne de son poste de présidente du Parlement.

### Opposition politique
Après l'échec de la guerre menée en août 2008 en Ossétie du Sud, et qui aboutit à l'occupation partielle par la Russie, elle se montre critique sur la gestion du conflit par le président Mikheil Saakachvili. On lui prête alors des ambitions présidentielles. Elle est ainsi candidate à l'élection présidentielle du 27 octobre 2013, mais n'arrive qu'en troisième position avec 10,18 % des voix. La victoire revient à Guiorgui Margvelachvili, présenté par Rêve géorgien, la coalition du Premier ministre Bidzina Ivanichvili.

## Sources
- (en) Cet article est partiellement ou en totalité issu de l’article de Wikipédia en anglais intitulé « Nino Burjanadze » (voir la liste des auteurs).